# Ignacio González Lam
Ignacio González Lam (Ciudad de Guatemala; 16 de junio de 1944) es un exfutbolista guatemalteco que jugaba como portero.

## Trayectoria
Inició como jugador del Juventud Salesiana en 1962 y se unió al CSD Municipal a mediados de ese año.
Tuvo un breve paso con el Deportivo Saprissa de la Primera División de Costa Rica. Regresó a su país para jugar con el Cementos Novella, Tipografía Nacional y la Universidad de San Carlos, club con que se retiró dos años más tarde.

## Selección nacional
Estuvo con la selección sub-20 de Guatemala en el Torneo Juvenil de la Concacaf 1962. Más tarde, participó en el Campeonato de Naciones de la Concacaf (1963, 1965, 1967 y 1969), siendo en 1967 campeón.
Estuvo en los Juegos Olímpicos de México 1968, donde jugó tres partidos, ante Tailandia, Bulgaria y Hungría, llegando a los cuartos de final.

### Participaciones en Juegos Olímpicos
| Torneo                   | Sede   | Resultado        |
| ------------------------ | ------ | ---------------- |
| Juegos Olímpicos de 1968 | México | Cuartos de final |

## Clubes
| Club                      | País       | Año       |
| ------------------------- | ---------- | --------- |
| Juventud Salesiana        | Guatemala  | 1962      |
| Municipal                 | Guatemala  | 1962-1970 |
| Saprissa                  | Costa Rica | 1970-1971 |
| Cementos Novella          | Guatemala  | 1971-1972 |
| Tipografía Nacional       | Guatemala  | 1972-1973 |
| Universidad de San Carlos | Guatemala  | 1973-1974 |

## Palmarés

### Títulos nacionales
| Título                    | Equipo    | País      | Año     |
| ------------------------- | --------- | --------- | ------- |
| Liga Nacional             | Municipal | Guatemala | 1963-64 |
| Liga Nacional             | Municipal | Guatemala | 1965-66 |
| Copa Nacional             | Municipal | Guatemala | 1967    |
| Copa Campeón de Campeones | Municipal | Guatemala | 1967    |
| Copa Nacional             | Municipal | Guatemala | 1969    |
| Liga Nacional             | Municipal | Guatemala | 1969-70 |

### Títulos internacionales
| Título                                | Equipo    | Sede     | Año  |
| ------------------------------------- | --------- | -------- | ---- |
| Campeonato de Naciones de la Concacaf | Guatemala | Honduras | 1967 |

### Distinciones individuales
| Distinción                                     | Año     |
| ---------------------------------------------- | ------- |
| Menos vencido de la Liga Nacional de Guatemala | 1963-64 |
| Menos vencido de la Liga Nacional de Guatemala | 1969-70 |